# Руфела (Мачерата)
Руфела (итал. Ruffella) насеље је у Италији у округу Мачерата, региону Марке.
Према процени из 2011. у насељу је живело 2 становника. Насеље се налази на надморској висини од 745 м.